# Dahlia australis
Dahlia australis là một loài thực vật có hoa trong họ Cúc. Loài này được (Sherff) P.D.Sørensen mô tả khoa học đầu tiên năm 1969.